# Eragrostis confertiflora
Eragrostis confertiflora är en gräsart som beskrevs av John McConnell Black. Eragrostis confertiflora ingår i släktet kärleksgrässläktet, och familjen gräs. Inga underarter finns listade i Catalogue of Life.